# Комесанья, Санти
Сантьяго Комесанья Вейга (исп. Santiago "Santi" Comesaña Veiga; 4 октября 1996, Виго, Испания) — испанский футболист, полузащитник клуба «Вильярреал».

## Карьера
Комесанья — воспитанник клуба «Валь Минор». В 2015 году Санти начал профессиональную карьеру в клубе «Корухо». 22 августа в матче против «Атлетико Асторга» он дебютировал в Сегунде B. В этом же поединке Санти забил свой первый гол за «Корухо». 6 декабря в матче против «Компостелы» он сделал хет-трик. Летом 2016 года Комесанья перешёл в «Райо Вальекано», подписав контракт на 4 года. 28 августа в матче против «Реал Вальядолид» он дебютировал в Сегунде. В 2017 году в поединке против «Жироны» Санти забил свой первый гол за «Райо Вальекано». В 2018 году Комесанья помог команде выйти в элиту. 25 августа в матче против «Атлетико Мадрид» он дебютировал в Ла Лиге.